# Comercial Atlético Clube
El Comercial Atlético Clube és un club de futbol brasiler de la ciutat de Campo Maior a l'estat de Piauí.

## Història
El club va ser fundat el 21 d'abril de 1945. Guanyà el Campionat piauiense de Segona Divisió l'any 2004, i el de Primera Divisió el 2010.

## Estadi
El Comercial Atlético Clube disputa els seus partits com a local a l'Estadi Deusdeth de Melo. Té una capacitat per a 4.000 espectadors.

## Palmarès
- Campionat piauiense:
  - 2010

- Campionat piauiense de Segona Categoria:
  - 2004